# 聖馬利亞教堂 (溫布頓)
聖馬利亞教堂（英語：St Mary's Church）是英格蘭教會的一座教堂，位於倫敦西南部的溫布頓。這座教堂自12世紀時就開始存在，並可能在《末日審判書》中已有記載。聖馬利亞教堂現在仍然活躍，並在自1949年開始是英國的II*級登錄建築。

## 歷史
自1086年開始，這裡已經有四座教堂：
- 中世紀教堂 — 11世紀至13世紀。
- 第二教堂 — 13世紀後期至1786年。
- 喬治教堂 — 1780年代至1840年代。
- 維多利亞教堂 — 在1843年竣工，現在仍存。

### 維多利亞教堂
現在的教堂竣工於1843年，設計者是喬治·吉爾伯特·斯科特，施工則由梅塞斯·史考特和莫法特（Messers Scott and Moffat）負責。史考特被告知修建費用不得超過4,000英鎊，他通過繼續使用部分早期建築成功實現這一要求。現在人們仍能看到這些古老部分。另一顯著擴建的部分是塔樓和尖頂，其高度達196英尺。
聖壇屋頂的橫梁在1860年聖壇翻新工程時被重新發現，其歷史可追溯至中世紀。橫梁裝飾有V形和花卉圖案，並在1993年作為教堂150週年慶典的一部分得到修復。

## 紀念碑
教堂歷史最古老的紀念碑可以追溯至1537年，紀念菲利普（Philip）和瑪格麗特·盧斯頓（Margaret Lewston）夫婦，由他們的女兒凱瑟琳·沃爾特（Katherine Walter）委託製作。而她本人亦在現在的教堂內有紀念碑.
溫布頓莊園的領主愛德華·塞西爾, 第一任溫布頓子爵的石棺位於這座教堂內的禮拜堂內。這座禮拜堂內最初有六個小窗，以紀念他的兩位妻子和四位女兒。1651年，多羅西·塞西爾（Dorothy Cecil）為教堂捐款，以維護她父親的墳墓。剩餘部分則用於當地兒童的教育。
17世紀的國會議員理查德·韋恩被埋葬被教堂中殿內。溫布頓莊園的領主西奧多·詹森亦在這座教堂得到紀念。兩座現代的銅牌則紀念廢奴主義者威廉·威爾伯頓（William Wilberton），以及坎特伯雷大主教沃爾特·雷諾茲。
最近在教堂得到紀念的是20世紀初期的網球選手莱斯利·戈德弗里和凱斯琳·麥克凱恩·戈弗瑞。

### 墓地
教堂墓地的東端是約瑟夫·巴扎格特的墓地。他是1858年前後倫敦提防和下水道系統的工程師。教堂內還有約瑟夫爵士的紀念石，他的一些子孫亦在紀念冊上。藝術家弗雷德·巴納德亦埋葬在這一墓地。

## 教堂大廳
團契屋（Fellowship House）修建於1974年，被教堂和外部團體作為活動場地使用。現在這一空間在平日作為托兒所使用，在週末則被教堂使用。教區的辦公室亦位於團契屋。由於教堂活動需要更多空間（特別是持續成長的主日學），教堂在2003年新建了花園廳（The Garden Hall）。該建築採用現代設計，並獲得過建築獎。花園廳在2003年5月3日由雅麗珊郡主開幕啟用。

## 宗教服務
聖馬利亞教堂在每週日舉辦各種宗教活動：早晨8時頒聖餐、早晨9:30舉辦聖餐禮、上午11:15舉辦非正式禮拜、傍晚6:30是晚禱的時間。

## 外部連結
- St Mary's Church website （页面存档备份，存于）
- A Church Near You Listing （页面存档备份，存于）
- Southwark Diocese Listing
- UK Attraction Listing
- History of St Mary's Church （页面存档备份，存于）